# 그란파라디조
그란파라디조(이탈리아어: Gran Paradiso [ˈɡran para'dizo][*]) 또는 그랑파라디(프랑스어: Grand Paradis [ɡʁɑ̃ paʁadi][*])는 발레다오스타주와 피에몬테주 지역 사이에 위치한 이탈리아의 그라이안 알프스에 있는 산이다.

## 지리
정상은 4,061m의 표고를 가진 그라이안 알프스에서 7번째로 높은 산이다. 알프스 산맥의 국제 표준화 산지 구분(SOIUSA)에서 이 산은 “북동 그라이안 알프스”(Alpi del Gran Paradiso)라는 고산 하위 구간에 속하며, 그룹포 델 그란파라디조(gruppo del Gran Paradiso)라고 이름 붙였다.
몽블랑 대산괴가 프랑스와 이탈리아 국경에 걸쳐 있는 반면, 그란파라디조는 정상이 4,000m가 넘는 유일한 산으로 완전히 이탈리아 영토 내에 있다.

## 경로
등반은 일반적으로 프레데릭 차보트 대피소(Refuge Frédéric Chabod) 또는 빅토르-엠마누엘라 2세 대피소에서 시작된다. 후자는 1856년에 그란파라디조 왕실 보호구역을 만든 이탈리아의 빅토르 에마누엘 2세의 이름을 따서 명명되었으며, 현재는 그란파라디조 국립공원이 있다.
그란파라디조는 정상에 도달하기 가장 쉬운 4,000미터대 산 중 하나라는 것이 널리 받아들여지고 있다. 그러나 이것은 완전히 사실이 아니다. 왜냐하면 능선으로 가는 거의 전체 경로가 F+ 등급이지만, 성모 마리아(또는 마돈나) 정상까지의 마지막 수십 미터(이탈리아어 : Cima della Madonna, 프랑스어 : Pointe de la Madone ou 프랑스어 : Pointe de la Vierge - 4058 m) 상당한 노출이 있는 암벽 등반으로 구성, 등급 I UIAA의 어려움과 함께 적절한 주 정상(4061m)에 접근하려면, 등급 II UIAA까지 15분 등반이 필요하다. 그란파라디조는 초보 등반가들에게 인기가 높으며, 이들 중 대부분은 마돈나 정상에만 올라간다.
주요 정상 회담 루트 외에도 그란파라디조는 프레데릭 차보트 대피소에서 AD+로 오를 수 있는 가파른 눈/얼음 북서면을 보유하고 있다.

## 자연 보호
그란파라디조는 산의 이름을 딴 이탈리아 국립 공원인 그란파라디조 국립공원에 위치해 있다. 국경의 프랑스 쪽에서 공원은 바누아즈 국립공원이 이어진다.